# Willhelm Erschbaumer
Willhelm „Willi“ Erschbaumer (* 22. Juni 1937 in Mühlbach, Südtirol/Italien) ist ein ehemaliger Gewerkschafter und  Regionalpolitiker der Sozialdemokratischen Partei Südtirols (SPS).

## Politischer Werdegang
Erschbaumer engagierte sich in den frühen 1970er-Jahren als Gewerkschafter im Autonomen Südtiroler Gewerkschaftsbund (ASGB). 1972 war er Gründungsmitglied der rund um den ehemaligen SVP-Kammerabgeordneten Hans Dietl gegründeten Sozialdemokratischen Partei Südtirols (SPS). Gemeinsam mit Dietl wurde Erschbaumer 1973 als Zweitgewählter der SPS-Liste in den Regionalrat Trentino-Südtirol und damit gleichzeitig in den Südtiroler Landtag gewählt.
Mit dem krankheitsbedingten Ausscheiden Dietls aus der aktiven Politik übernahm Erschbaumer im Jahr 1975 den Parteivorsitz der SPS. Nach einer weitgehend gescheiterten Fusion mit der Sozialen Fortschrittspartei Südtirols (SFP), der Gründung eines eigenen Arbeitnehmerflügels innerhalb der Südtiroler Volkspartei (SVP) und der erfolgreichen Konkurrenz italienisch bzw. interethnisch geprägter Linksparteien (Kommunistische Partei Italiens (KPI), Neue Linke/Nuova Sinistra (NL/NS)) verlor die SPS ab Mitte der 1970er-Jahre jedoch an Zuspruch. 
1978 konnte Erschbaumer als letztverbliebener SPS-Vertreter sein Regional- und Landtagsmandat für eine zweite Legislaturperiode verteidigen. Als Folge zugespitzter innerparteilicher Auseinandersetzungen wurde er jedoch 1981 als Parteivorsitzender abgewählt und aus der Partei ausgeschlossen. Als „unabhängiger Sozialdemokrat“ konstituierte er daraufhin kurzzeitig eine eigene Landtagsfraktion. Bei den Regional- und Landtagswahlen 1983 kandidierte Erschbaumer schließlich gegen die SPS auf der Liste der SVP. Weder er noch die Kandidaten der SPS konnten bei dieser Wahl ein Mandat erringen. Erschbaumer zog sich daraufhin aus der politischen Öffentlichkeit zurück.